# Mexikos Grand Prix 1991
Mexikos Grand Prix 1991 var det sjätte av 16 lopp ingående i formel 1-VM 1991.

## Resultat
1. Riccardo Patrese, Williams-Renault, 10 poäng
2. Nigel Mansell, Williams-Renault, 6
3. Ayrton Senna, McLaren-Honda, 4
4. Andrea de Cesaris, Jordan-Ford, 3
5. Roberto Moreno, Benetton-Ford, 2
6. Eric Bernard, Larrousse (Lola-Ford), 1
7. Gianni Morbidelli, Minardi-Ferrari
8. Thierry Boutsen, Ligier-Lamborghini
9. Mika Häkkinen, Lotus-Judd
10. Johnny Herbert, Lotus-Judd
11. Stefano Modena, Tyrrell-Honda
12. Satoru Nakajima, Tyrrell-Honda

### Förare som bröt loppet
- Mark Blundell, Brabham-Yamaha (varv 54, motor)
- Bertrand Gachot, Jordan-Ford (51, snurrade av)
- Aguri Suzuki, Larrousse (Lola-Ford) (48, växellåda)
- Nelson Piquet, Benetton-Ford (44, hjullager)
- Jean Alesi, Ferrari (42, koppling)
- JJ Lehto, BMS Scuderia Italia (Dallara-Judd) (30, motor)
- Michele Alboreto, Footwork-Porsche (24, motor)
- Martin Brundle, Brabham-Yamaha (20, hjul)
- Ivan Capelli, Leyton House-Ilmor (19, motor)
- Alain Prost, Ferrari (16, generator)
- Mauricio Gugelmin, Leyton House-Ilmor (15, motor)
- Olivier Grouillard, Fondmetal-Ford (13, motor)
- Gerhard Berger, McLaren-Honda (5, motor)
- Pierluigi Martini, Minardi-Ferrari (4, snurrade av)

### Förare som ej kvalificerade sig
- Érik Comas, Ligier-Lamborghini
- Gabriele Tarquini, AGS-Ford
- Stefan "Lill-Lövis" Johansson, Footwork-Porsche
- Fabrizio Barbazza, AGS-Ford

### Förare som ej förkvalificerade sig
- Nicola Larini, Lambo-Lamborghini
- Eric van de Poele, Lambo-Lamborghini
- Pedro Matos Chaves, Coloni-Ford
- Emanuele Pirro, BMS Scuderia Italia (Dallara-Judd)

## VM-ställning
| Förarmästerskapet 1. Ayrton Senna, McLaren-Honda, 44 2. Riccardo Patrese, Williams-Renault, 20 3. Nelson Piquet, Benetton-Ford, 16 | Konstruktörsmästerskapet 1. McLaren-Honda, 54 2. Williams-Renault, 33 3. Benetton-Ford, 21 |